# Elmo Magalona
Elmo Moses Arroyo Magalona (nacido 27 de abril de 1994) es un actor y cantante filipino.

## Carrera
Elmo Magalona inició su carrera en el Pinoy hip hop/rock fue cuando él tenía unos seis meses de presentarse en la portada de Freeman. Reapareció en el álbum de su padre cinco años después, en el 2 Freeman. Luego Elmo participó en un corte comercial de fideos llamado "Lucky Me Suprema", junto con su padre. También participó en la cadena televisiva de GMA Network un programa de espectáculo llamado Party Pilipinas. En 2010 Elmo se unió al elenco de la serie llamado "Bantatay" difundido también por la red televisiva GMA, como personaje regular. También participó en series de fantasía con el la serie "Kaya ng Powers", como personaje recurrente. también había sido incluido como personaje regular en la serie Pilyang Kerubin. Elmo también formó parte de un show infantil llamado Kap's Amazing Stories Kids Edition.

## Filmografía

### Televisión
| Año  | Título                                                  | Personaje         | Canal       |
| 2012 | Tweets For My Sweet                                     | TBA               | GMA Network |
| 2011 | Daldalita                                               | Gino Delgado      | GMA Network |
| 2011 | Ikaw Lang Ang Mamahalin                                 | Young Ferdinand   | GMA Network |
| 2011 | Reel Love:Tween Hearts                                  | Himself           | GMA Network |
| 2011 | Andres de Saya                                          | Bryan             | GMA Network |
| 2011 | Party Pilipinas Elmo and Julie Anne: A Wazak Love Story | Elmo Montero      | GMA Network |
| 2011 | Maynila: Takot na Puso                                  | Santi             | GMA Network |
| 2011 | Bantatay                                                | Artie             | GMA Network |
| 2011 | Charice: Home for Valentine's                           | Himself           | GMA Network |
| 2011 | Maynila                                                 | Rain              | GMA Network |
| 2011 | Maynila                                                 | Joey              | GMA Network |
| 2010 | Kaya ng Powers                                          | Gustin Powers     | GMA Network |
| 2010 | Party Pilipinas Red Mask                                | Himself           | GMA Network |
| 2010 | Pilyang Kerubin                                         | Aaron Alejandrino | GMA Network |
| 2010 | Kap's Amazing Stories Kids Edition                      | Host              | GMA Network |
| 2010 | Party Pilipinas                                         | Performer         | GMA Network |
| 2009 | Family Feud                                             | Himself           | GMA Network |

### Películas
| Año  | Título                       | Personaje                              | Producción |
| 2011 | Tween Academy: Class of 2012 | Enzo                                   | GMA Films  |
| 2012 | Just One Summer              | Daniel Cuaresma w/ Julie Anne San Jose | GMA Films  |

### Discografía
| Año  | Título                                  | Personaje                                            | Compañía    |
| 2010 | In Love and War                         | Collaborated with Ely Buendia on behalf of Francis M | Sony Music  |
| 2011 | Tween Academy: Class of 2012 soundtrack | Himself                                              | GMA Records |

## Premios y nominaciones
| Año  | Críticas                                 | Categoría                                                         | Premio   |
| 2010 | PMPC Star Awards for TV                  | Best New Male Personality                                         | Nominado |
| 2011 | Guillermo Mendoza Foundation Awards      | Most Promising Love Team Of 2010 (with Julie Anne San Jose)       | Ganador  |
| 2011 | 24th Aliw Awards                         | Best Teen Male Performer                                          | Ganador  |
| 2011 | 2011 Golden Screen TV Awards             | Outstanding Breakthrough Performance by an Actor (Andres de Saya) | Nominado |
| 2012 | 43rd Guillermo Mendoza Foundation Awards | Promising Male Singer/Performer                                   | Ganador  |